# Okrug Meath
Okrug Meath (ir. Contae na Mí ili samo an Mhí, »srednji«) okrug je u istočnom i središnjem području Irske, unutar pokrajine Leinster. Graniči s okrugom Dublin na jugoistoku, Louthom na sjeveroistoku, Kildareom na jugu, Offalyjem na jugozapadu, Westmeathom na zapadu, Cavanom na sjeverozapadu i Monaghanom na sjeveru. Na istoku Meath također graniči s Irskim morem duž uskog pojasa između rijeka Boyne i Delvin, što mu daje drugu najkraću obalu od svih okruga.

## Galerija
- Irsko more u Bettystownu
- Rijeka Boyne kod Brú na Bóinne